# Heather Doerksen
Heather Doerksen (Winnipeg, 12 febbraio 1980) è un'attrice canadese.

## Filmografia

### Cinema
- Last Day, regia di David Brigden – cortometraggio (2006)
- Tutte pazze per Charlie (Good Luck Chuck), regia di Mark Helfrich (2007)
- The Eye, regia di David Moreau e Xavier Palud (2008)
- Ultimatum alla Terra (The Day the Earth Stood Still), regia di Scott Derrickson (2008)
- The Uninvited, regia di Charles Guard e Thomas Guard (2009)
- Latte America, regia di Jesse Clark – cortometraggio (2009)
- Sansone (Marmaduke), regia di Tom Dey (2010)
- Alchemy and Other Imperfections, regia di Zachary Rothman – cortometraggio (2011)
- In the Name of the King 2: Two Worlds, regia di Uwe Boll (2011)
- Ambrosia, regia di Baharak Saeid Monir (2012)
- Quella casa nel bosco (The Cabin in the Woods), regia di Drew Goddard (2012)
- Indie Jonesing, regia di Stefan Wrenshall (2012)
- Pacific Rim, regia di Guillermo del Toro (2013)
- The BFF Club, regia di Rukiya Bernard – cortometraggio (2013)
- Big Eyes, regia di Tim Burton (2014)
- Hidden - Senza via di scampo (Hidden), regia di Matt e Ross Duffer (2015)

### Televisione
- The L Word – serie TV, episodi 2x11-3x02-5x03 (2005-2008)
- Smallville – serie TV, 4 episodi (2005-2008)
- Stargate Atlantis – serie TV, 6 episodi (2005-2008)
- Battlestar Galactica – serie TV, 4 episodi (2005-2008)
- Blade - La serie (Blade: The Series) – serie TV, episodio 1x01 (2006)
- Kyle XY – serie TV, episodio 1x04 (2006)
- Nana – serie TV, episodi 1x13-1x17 (2006)
- Three Moons Over Milford – serie TV, episodio 1x07 (2006)
- Supernatural – serie TV, episodio 2x13 (2007)
- Death Note – serie TV, 6 episodi (2007)
- Angeli caduti (Fallen) – miniserie TV, episodi 1x01-1x02 (2007)
- Bionic Woman – serie TV, episodi 1x00-1x01 (2007)
- Conspiracy – serie TV, episodi 1x01 (2007)
- The Lost Treasure of the Grand Canyon, regia di Farhad Mann – film TV (2008)
- Reaper - In missione per il Diavolo (Reaper) – serie TV, episodio 2x05 (2009)
- I cavalieri di Bloodsteel (Knights of Bloodsteel) – miniserie TV, episodi 1x01-1x02 (2009)
- Tenuta in ostaggio (Held Hostage), regia di Grant Harvey – film TV (2009)
- Eureka – serie TV, episodio 3x14 (2009)
- The Farm – film TV (2009)
- La lista dei clienti (The Client List), regia di Eric Laneuville – film TV (2010)
- Il ragazzo che gridava al lupo... Mannaro (The Boy Who Cried Werewolf), regia di Eric Bross – film TV (2010)
- Fringe – serie TV, 4 episodi (2010-2011)
- 17th Precinct, regia di Michael Rymer – film TV (2011)
- True Justice – serie TV, episodio 2x13 (2012)
- Rapita: il dramma di Carlina White (Abducted: The Carlina White Story), regia di Vondie Curtis-Hall – film TV (2012)
- Anything But Christmas, regia di Allan Harmon – film TV (2012)
- Package Deal – serie TV, episodio 1x10 (2013)
- Ultimate Wolverine vs. Hulk – miniserie TV, 7 episodi (2013)
- Once Upon a Time in Wonderland – serie TV, episodi 1x06-1x07-1x13 (2013-2014)
- Wolverine vs. Sabretooth – miniserie TV, 6 episodi (2014)
- LEGO Star Wars: Le cronache di Yoda (Lego Star Wars: The Yoda Chronicles) – serie TV, 4 episodi (2014)
- Eternals – miniserie TV, 10 episodi (2014)
- All of My Heart – film TV (2015)
- Impastor – serie TV, episodio 1x04 (2015)
- LEGO Star Wars: I racconti del droide – serie TV, 4 episodi (2015)
- Ninjago: Masters of Spinjitzu – serie TV, 13 episodi (2015-2016)
- All Things Valentine – film TV (2016)
- Elves – serie TV, episodi 1x01-1x02-1x03 (2016)

## Doppiatrici italiane
Nelle versioni in lingua italiana dei suoi lavori, Heather Doerksen è stata doppiata da:
- Gilberta Crispino in Pacific Rim
- Daniela Amato in Colony
- Jolanda Granato in Van Helsing